# بني عمر (تعز)
بني عمر هي إحدى قرى الجمهورية اليمنية. تتبع جغرافيا لمحافظة تعز وإداريًا لمديرية الشمايتين. يبلغ تعداد سكانها 1724 نسمة حسب الإحصاء الذي أجري عام 2004.